# Ben Hermans
Ben Hermans (Hasselt, 8 giugno 1986) è un ex ciclista su strada belga professionista dal 2009 al 2024.

## Palmarès

### Strada
- 2004 (Juniores)

2ª tappa Ronde des Maquis
Classifica generale Ronde des Maquis
Campionati belgi, Prova a cronometro Juniors
- 2008 (Davo)

Circuit de Wallonie
Grand Prix des Marbriers
- 2010 (Team RadioShack, una vittoria)

5ª tappa Giro del Belgio (Herstal > Herstal)
- 2011 (Team RadioShack, una vittoria)

Trofeo Inca
- 2015 (BMC Racing Team, tre vittorie)

Freccia del Brabante
3ª tappa Tour de Yorkshire (Wakefield > Leeds)
3ª tappa Arctic Race of Norway (Senja > Målselv)
- 2017 (BMC Racing Team, tre vittorie)

2ª tappa Tour of Oman (Nakhal > Al Bustan)
5ª tappa Tour of Oman (Samail > Jabal Al Akhdhar)
Classifica generale Tour of Oman
- 2018 (Israel Cycling Academy, due vittorie)

3ª tappa Österreich-Rundfahrt (Kufstein > Kitzbüheler Horn)
Classifica generale Österreich-Rundfahrt
- 2019 (Israel Cycling Academy, cinque vittorie)

4ª tappa Österreich-Rundfahrt (Radstadt > Fuscher Törl)
Classifica generale Österreich-Rundfahrt
2ª tappa Tour of Utah (Brigham City > Powder Mountain Resort)
3ª tappa Tour of Utah (Antelope Island > North Salt Lake)
Classifica generale Tour of Utah
- 2021 (Israel Start-Up Nation, quattro vittorie)

Giro dell'Appennino
3ª tappa Arctic Race of Norway (Finnsnes > Målselv)
Classifica generale Arctic Race of Norway
4ª tappa Tour du Poitou-Charentes (Monts-sur-Guesnes > Loudun, cronometro)

#### Altri successi
- 2009 (Topsport Vlaanderen - Mercator)

Classifica giovani Settimana Ciclistica Lombardia
- 2017 (BMC Racing Team)

1ª tappa Volta a la Comunitat Valenciana (Orihuela, cronosquadre)
2ª tappa Volta Ciclista a Catalunya (Banyoles > Banyoles, cronosquadre)
- 2019 (Israel Cycling Academy)

Classifica scalatori Adriatica Ionica Race
- 2021 (Israel Start-Up Nation)

1ª tappa, 2ª semitappa Settimana Internazionale di Coppi e Bartali (Gatteo, cronosquadre)

## Piazzamenti

### Grandi Giri
- Giro d'Italia

2012: 73º
2014: 72º
2017: ritirato (16ª tappa)
2018: 45º
- Tour de France

2020: 68º
- Vuelta a España

2013: 61º
2016: 14º

### Classiche monumento
- Liegi-Bastogne-Liegi

2009: ritirato
2010: ritirato
2011: 22º
2013: 82º
2014: 32º
2015: ritirato
2016: 98º
- Giro di Lombardia

2011: ritirato
2012: non partito
2013: 14º
2014: 39º
2016: ritirato
2017: 14º
2018: 36º
2020: 9º
2021: ritirato

### Competizioni mondiali
- Campionati del mondo

Verona 2004 - Cronometro Juniors: 17º
Verona 2004 - In linea Juniors: 7º
Varese 2008 - In linea Under-23: 11º
Ponferrada 2014 - In linea Elite: 56º
Innsbruck 2018 - In linea Elite: 23º
Fiandre 2021 - Staffetta: 7º

### Competizioni europee
- Campionati europei

Valkenburg 2006 - Cronometro Under-23: 38°
Verbania 2008 - Cronometro Under-23: 31°
Plumelec 2016 - In linea Elite: 28º
Trento 2021 - In linea Elite: 8º